# رئيس وزراء نيبال
رئيس وزراء نيبال هو المسؤول الأعلى في الحكومة النيبالية، حيث يتولى قيادة السلطة التنفيذية بالتعاون مع مجلس الوزراء. يتم تعيين رئيس الوزراء من قبل الرئيس، ولكن يتطلب الأمر حصوله على ثقة مجلس النواب قبل ذلك. وفي حال فقدان الأغلبية في المجلس، يتوجب عليه تقديم استقالته.
يقع المقر الرسمي لرئيس الوزراء في منطقة بالواتار بالعاصمة كاتماندو، بينما يُعد سينغها داربار المقر الإداري منذ عهد تشاندرا شامشير جونج بهادور رانا. يشغل كيه بي شارما أولي، من الحزب الشيوعي النيبالي (الماركسي الموحد)، منصب رئيس الوزراء منذ 15 يوليو 2024، بعد تعيينه من قبل الرئيس رام تشاندرا بوديل بموجب المادة 76 من دستور نيبال.

## مقدمة
منصب رئيس وزراء نيبال في شكلها الحديث كانت تسمى بأسماء مختلفة في أوقات مختلفة من التاريخ النيبالي . في زمن سلالة الشاه، كان إما تشوتاريا أو كاجي أو مولكاجيس (رئيس كاجي) يشغلون منصب رئيس الوزراء. وكان أبهيمان سينغ باسنيات أول من عينه بهادور شاه كملكجي في الفترة من 1785 إلى 1794 بعد ذلك تم تعيين ابن أخيه كيرتيمان سينغ باسنيات كملكجي. من 1794 إلى 1801 سبتمبر بعد ذلك تم تعيين شقيقه الأصغر باختاوار سينغ باسنيات ملكًا في 1801-1803 وبعد ذلك أصبح دامودار باندي ملكًا حتى فبراير 1803 - مارس 1804. في عام 1804، أنشأ رانا بهادر شاه منصب المختار الذي يحمل صلاحيات تنفيذية للأمة. المختيار مكون من كلمتين : مخيا و أختيار . ومخيا يعني الرئيس، وأختر يعني السلطة. ويعني في مجمله "الرئيس التنفيذي للدولة". شغل مختيار منصب الرئيس التنفيذي حتى اعتماد لقب رئيس الوزراء في عام 1843.
أول مختيار يسمي نفسه رئيسًا للوزراء، وفقًا للاتفاقية البريطانية، كان آخر مختيار ماثابار سينغ ثابا. أصبح ماثابار سينغ مختارًا ورئيسًا للوزراء وقائدًا أعلى للجيش النيبالي في نوفمبر 1843.  إعلان الملكة الثانية لراجيندرا، الملكة راجيا لاكشمي ديفي . خلال عهد سلالة رانا ، كان منصب رئيس الوزراء وراثيًا وكان صاحب المنصب يحمل ألقابًا إضافية - مهراجا لامجونغ وكاسكي، والقائد الأعلى للقوات المسلحة النيبالية، والأستاذ الأكبر للأوسمة الملكية النيبالية.

## أقدم رؤساء الوزراء
كان مختار بهيمسين ثابا أول شخص يتم تسميته رئيسًا للوزراء من قبل البريطانيين. وعلى نحو مماثل، كتب المؤرخ شيتارانجان نيبالي أن المؤسسة الأولى التي حملت جميع سلطات الدولة كانت منصب المختار الذي أنشئ بعد عودة الملك رانا بهادور شاه إلى نيبال من فاراناسي. ومع ذلك، يعتقد المؤرخون أن كاجي دامودار باندي كان أول شخص يتولى السلطة كرئيس للوزراء حيث نشأ النظام الحديث للإدارة في نيبال مع ظهور دامودار باندي .  كان دامودار باندي هو الكاجي الأكثر نفوذاً منذ سقوط الوصي تشوتاريا بهادور شاه من نيبال من السلطة المركزية في أبريل 1794 على يد ابن أخيه النشط حديثًا، الملك رانا بهادور شاه.
خلال فترة صغر سن الملك جيرفان يودها، تولى دامودار باندي الإدارة بصفته مولكاجي، أو رئيس الوزراء (1799-1804)، مع سيطرة كاملة على الإدارة والسلطة لإدارة الشؤون الخارجية. وقد شكل ذلك سابقة مهمة في تاريخ نيبال اللاحق، الذي شهد صراعًا متكررًا على السلطة الفعلية بين الملك ورئيس الوزراء. كانت السياسة الرئيسية لدامودار باندي هي حماية الملك الشاب من خلال إبقاء والده غير المتوقع في باناراس، والاستفادة من مخططات زوجات الملك المتقاعد ضد بعضهن البعض. وبحلول عام 1804 فشلت هذه السياسة. كان الملك السابق هو الذي خطط لعودته وتولى منصب المختار.

## 1768–1806
كانت طبيعة الحكومة في مملكة نيبال مستمدة من جهاز الدولة الاستشاري لإمارة غوركا الجبلية السابقة، والمعروفة باسم بهارادار. تم اختيار هؤلاء البهارادار من عائلات ذات طبقة اجتماعية عالية وذوي نفوذ سياسي. على سبيل المثال ثار غار في إمارة غوركا الجبلية السابقة. كانت طبقة النبلاء في جوركا تتكون بشكل أساسي من عائلات تشيتري وكان لهم حضور قوي في شؤون الإدارة المدنية. كان جميع رؤساء وزراء نيبال بين عامي 1768 و1950 من طائفة تشيتري باستثناء رانجا ناث بوديال ، الذي كان من البراهمة . شكل البهارادار هيئة استشارية في المملكة لأداء أهم وظائف الدولة كمستشارين ووزراء ودبلوماسيين.  لم تكن هناك حكومة ائتلافية ناجحة واحدة حيث كانت السياسة القضائية مدفوعة بالتنافسات الفصائلية الكبيرة والمؤامرات المتتالية ونبذ عائلات بهارادار المعارضة من خلال الاغتيال بدلاً من الطرد القانوني. وكان السبب الآخر هو الأقلية التي كانت تتمتع بها الملك الحاكم بين عامي 1777 و1847، مما أدى إلى إقامة حكم فوضوي. إن الحكومة كانت تحت سيطرة الحكام والمختارين وتحالف الفصائل السياسية ذات الدعم الأساسي القوي. في نهاية القرن الثامن عشر، كانت السياسة المركزية خاضعة بشكل منتظم لسيطرة فصيلين سياسيين بارزين؛ ثاباس وبانديس. وفقًا للمؤرخين والكاتب المعاصر فرانسيس هاملتون ، فإن حكومة نيبال كانت تتألف من: 
- 2 تشوتارياس
- 4 كاجيس
- 4 سردار/سردار
- 2 سوبيدار
- 1 خزانجي
- 1 كاباردار

بحسب المؤرخ ديلي رامان ريجمي ، فإن الولايات التي شكلت حكومة نيبال كانت:
- 4 تشوتارياس
- 4 كاجيس
- 4 سردار/سردارات.[11] وفي وقت لاحق، اختلف العدد بعد تنازل الملك رانا بهادر شاه عن عرشه لابنه الصغير في عام 1799.[11]

#### سقوط بهادور شاه وصعود دامودار باندي (1794-1804)
في عام 1794، بلغ الملك رانا بهادور شاه سن الرشد وكان أول عمل قام به هو إعادة تشكيل الحكومة بحيث لم يكن لعمه الأمير بهادور شاه من نيبال أي دور رسمي يلعبه. قام رانا بهادور بتعيين كيرتيمان سينغ باسنيات كرئيس ( مول ) كاجي من بين الكاجي الأربعة المعينين حديثًا على الرغم من أن دامودار باندي كان الكاجي الأكثر نفوذاً. خلف كيرتيمان أبهيمان سينغ باسنيات كرئيس كاجي، بينما خلف الأمير بهادور شاه كرئيس ( مول ) تشوتاريا من قبل الأمير رانوديوت شاه، ثم الوريث الواضح للملك رنا بهادور شاه. تولى الكاجيون السلطات الإدارية والتنفيذية للأمة بعد سقوط الزعيم تشوتاريا الأمير بهادور شاه في عام 1794. لاحقًا، اغتيل كيرتيمان سينغ سرًا في 28 سبتمبر 1801، على يد أنصار راج راجيشواري ديفي، وأُعطي شقيقه باختاوار سينغ باسنيات منصب رئيس ( مول ) كاجي. خلال فترة تولي باختاوار منصب مول كاجي ، في 28 أكتوبر 1801، تم توقيع معاهدة التجارة والتحالف بين نيبال وشركة الهند الشرقية. أعيدت الملكة راجراجيشواري إلى منصب الوصي على عرش نيبال في 17 ديسمبر 1802. في فبراير التالي، تم تعيين دامودار باندي من قبل الملكة راجراجيشواري كملكاجي (رئيس كاجي) كمكافأة لتأسيس وصايتها.
[دامودار باندي] كان الكاجي الأكثر نفوذاً منذ سقوط الوصي تشوتاريا بهادور شاه من نيبال من السلطة المركزية في أبريل 1794 على يد ابن أخيه النشط حديثًا، الملك رانا بهادور شاه. وبحلول عام 1797، تدهورت علاقته بعمه، الذي كان يعيش حياة متقاعدة، والذي أراد اللجوء إلى الصين بحجة مقابلة الإمبراطور الجديد، إلى الحد الذي جعله يأمر بسجنه في 19 فبراير/شباط 1797 ثم قتله في 23 يونيو/حزيران 1797. وبالمثل، في منتصف عام 1795، وقع في غرام أرملة من المايتيل براهمين ، كانتافاتي جها، وتزوجها بقسم جعل ابنهما غير الشرعي من الطبقة المختلطة (وفقًا للقانون الهندوسي في ذلك الوقت) وريثًا واضحًا للعرش، من خلال استبعاد الوريث الشرعي الأمير رانوديوت شاه الذي ولد من زواجه السابق من تشيتري من الطبقة العليا، الملكة سوبارنا برابها ديفي. أكسبت مثل هذه الأفعال رانا بهادور شهرة واسعة بين رجال البلاط وعامة الناس، وخاصة بين البراهمة. بعد وفاة كانتافاتي الحتمية، عانى رانا بهادور من انهيار عقلي أدى إلى تدنيس المعابد ومعاقبة الأطباء والمنجمين المرافقين بقسوة. ثم تخلى عن حياته الزهدية وحاول إعادة تأكيد سلطته الملكية.  وقد أدى هذا إلى صراع مباشر مع جميع رجال البلاط تقريبًا الذين أقسموا يمين الولاء للملك الشرعي جيرفان يودا بيكرام شاه . أدى هذا الصراع في النهاية إلى إنشاء حكومة مزدوجة وإلى حرب أهلية وشيكة، حيث قاد دامودار باندي القوة العسكرية ضد الملك السابق المعارض ومجموعته. وبما أن معظم الضباط العسكريين انحازوا إلى دامودار باندي، أدرك رانا بهادور أنه لا يمكن إعادة تأسيس سلطته، واضطر إلى الفرار إلى مدينة فاراناسي الخاضعة للسيطرة البريطانية في مايو 1800.

#### سقوط دامودار باندي وصعود بهيمسين ثابا (1804)
وبمجرد تلقيهم الخبر، توجه رانا بهادور ومجموعته نحو كاتماندو. تم إرسال بعض القوات من قبل مجلس كاتماندو للتحقق من تقدمهم، لكن القوات غيرت ولاءها عندما واجهت الملك السابق وجهاً لوجه. تم القبض على دامودار باندي ورجاله في ثانكوت حيث كانوا ينتظرون لاستقبال الملك السابق بتكريمات الدولة ونقله إلى العزل. بعد عودة رانا بهادور إلى السلطة، بدأ في الانتقام من أولئك الذين حاولوا إبقائه في المنفى. قام بنفي راجاجيشواري إلى هيلامبو ، حيث أصبحت راهبة بوذية، بتهمة الانحياز إلى دامودار باندي والتواطؤ مع البريطانيين  تم إعدام دامودار باندي، مع ابنيه الأكبرين، اللذين كانا بريئين تمامًا، في 13 مارس 1804؛ وبالمثل تعرض بعض أعضاء فصيله للتعذيب والإعدام دون أي محاكمة عادلة، بينما تمكن العديد من الآخرين من الفرار إلى الهند. كما عاقب رانا بهادور أولئك الذين لم يساعدوه أثناء وجوده في المنفى. ومن بينهم بريثفي بال سين ، ملك بالبا، الذي تم خداعه وزج به في السجن، بينما تم ضم مملكته بالقوة. تم إطلاق سراح سوبارنابرابا وأنصارها ومنحهم عفواً عاماً. لقد تم منح أولئك الذين ساعدوا رانا بهادور في العودة إلى كاتماندو الرتب والأراضي والثروات. تم تعيين بهيمسين ثابا كاجي ثانيًا؛ وتم تعيين راناجيت باندي ، الذي كان صهر شقيق بهيمسين، مولكاجي ؛ وتم تعيين شير بهادور شاه ، الأخ غير الشقيق لرانا بهادور، مول تشوتاريا؛ بينما تم تعيين رانجناث بوديل راج جورو (المعلم الروحي الملكي).
بعد مرور ما يقرب من عامين، فجأة أصبح رانا بهادور مختارًا (السلطة الرئيسية) وحاول بهيمسين تنفيذ مخططاته من خلال رانا بهادور. كما علم بهيمسين سراً عن مؤامرة للإطاحة برانا بهادور. تم سجن تريبهوفان خواس (برادهان)، أحد أعضاء فصيل شير بهادور، بتهمة التآمر مع البريطانيين والتي أدت إلى مهمة نوكس، ولكن تم العفو عنه بالفعل، وأمر بإعدامه. قرر تريبهوفان خواس الكشف عن جميع من شارك في الحوار مع البريطانيين. ومن بين المتورطين كان شير بهادور شاه. في ليلة 25 أبريل 1806، عقد رانا بهادور اجتماعًا في منزل تريبهوفان خواس مع بقية رجال البلاط، حيث سخر من شير بهادور وهدده بإعدامه. حوالي الساعة 10 في ذلك اليوم، استل شير بهادور سيفه في حالة من اليأس وقتل رانا بهادور شاه قبل أن يقطعه رجال البلاط القريبون، بام شاه وبال نارسينغ كونوار ، حلفاء بهيمسين أيضًا. أدى اغتيال رانا بهادور شاه إلى مذبحة كبيرة في بهاندارخال (حديقة ملكية شرق كاتماندو دوربار) وعلى ضفاف نهر بيشنوماتي. في تلك الليلة بالذات، تم القبض على أعضاء فصيل شير بهادور - بيدور شاه ، وتريبوفان خواس، ونارسينغ جورونج - وحتى الملك بريثفيبال سين من بالبا، الذي كان قيد الإقامة الجبرية في باتان دوربار، وتم قتلهم بسرعة في بهاندارخال. تمكن بهيمسين من قتل كل من لم يتفق معه أو أي شخص يمكن أن يصبح مشكلة بالنسبة له في المستقبل. وفي هذه المذبحة التي استمرت لمدة أسبوعين تقريبًا، قُتل ما مجموعه ثلاثة وتسعون شخصًا (16 امرأة و77 رجلاً).
قبل حوالي شهر ونصف من المذبحة، وبناءً على إصرار بهيمسين، تزوج رانا بهادور، الذي كان يبلغ من العمر 31 عامًا آنذاك، من فتاة تبلغ من العمر 14 عامًا تدعى تريبوراسونداري في 7 مارس 1806، مما جعلها زوجته الشرعية الخامسة. مستغلاً الفوضى السياسية، أصبح بهيمسين مختارًا (1806-1837)، وأُعطي تريبوراسونداري لقب لاليتا تريبوراسونداري وأعلن وصيًا على العرش والملكة الأم (1806-1832) لجيرفان يودها شاه ، الذي كان يبلغ من العمر 9 سنوات. وبذلك أصبح بهيمسين أول شخص من خارج الأسرة المالكة يتولى منصب المختار . أُجبرت جميع الزوجات الأخريات (باستثناء سوبارنابرابا ) ومحظيات رانا بهادور، إلى جانب خادماتهن، على ارتكاب الساتي. حصل بهيمسين على تفويض ملكي من تريبوراسونداري، باسم الملك جيرفان، يأمر جميع رجال البلاط الآخرين بالطاعة له. كما عمل بهيمسين على تعزيز سلطته من خلال حرمان رجال البلاط القدامى من حقهم في الوصول إلى السلطة المركزية من خلال تعيينهم كمسؤولين عن المقاطعات البعيدة من البلاد. تم استبدال رجال البلاط بأقاربه المقربين، الذين كانوا مجرد مطيعين. في المكان الذي لفظ فيه رانا بهادور شاه أنفاسه الأخيرة، بنى بهيمسين فيما بعد معبدًا تذكاريًا لشيفا باسم رانا موكتيشوار.

## ثابادوم والانتقال اللاحق؛ 1806-1846
حكم بهيمسين ثابا لمدة 31 عامًا كمختار ونفذ عددًا كبيرًا من الإصلاحات في الزراعة والغابات والتجارة والقضاء والجيش والاتصالات والنقل والعبودية والاتجار بالبشر وغيرها من الشرور الاجتماعية في فترة رئاسته للوزراء. في عهد رئيس الوزراء بهيمسين ثابا، وصلت إمبراطورية جوركا إلى أعظم اتساع لها من نهر سوتليج في الغرب إلى نهر تيستا في الشرق. ومع ذلك، دخلت نيبال في حرب إنجليزية نيبالية كارثية مع شركة الهند الشرقية استمرت من عام 1814 إلى عام 1816، وانتهت بمعاهدة سوغاولي ، والتي خسرت نيبال بموجبها ما يقرب من ثلث أراضيها. وأدى ذلك أيضًا إلى إنشاء الإقامة البريطانية الدائمة. إن وفاة الملك جيرفان يودا بيكرام شاه في عام 1816 قبل بلوغه سن الرشد، وعدم نضوج وريثه الملك راجندرا بيكرام شاه ، إلى جانب دعم الملكة تريبوراسونداري (الملكة الصغرى لرانا بهادور شاه)، سمح له بالاستمرار في البقاء في السلطة حتى بعد هزيمة نيبال في الحرب الأنجلو نيبالية.

## نظام رانا؛ 1846–1951
بدأ نظام رانا، الذي أسسه جونج بهادور رانا ، حكمًا استبداديًا وشموليًا. لم يحمل سوى عدد قليل من رؤساء الوزراء النيباليين تفويضًا ديمقراطيًا. أول رئيس وزراء منتخب كان بي بي كويرالا ، في عام 1959. بعد عزله وسجنه في عام 1960، أنشأ الملك ماهيندرا نظام البانشيات ولم تكن البلاد لديها حكومة ديمقراطية حتى عام 1990.

## الملكية الدستورية؛ 1990–2008
أصبحت البلاد ملكية دستورية بعد جانا أندولان (أي حركة الشعب).

## الجمهورية الديمقراطية الفيدرالية؛ 2008–حتى الآن
تم إلغاء النظام الملكي في 28 مايو 2008 من قبل الجمعية التأسيسية الأولى ، وتم إعلان البلاد جمهورية ديمقراطية فيدرالية.

## القوى
يتمتع رئيس الوزراء بدور دستوري أكثر تعزيزا من نظرائه في الديمقراطيات البرلمانية الأخرى. ويرجع ذلك إلى أن المادة 75 من الدستور تمنح صراحة السلطة التنفيذية للحكومة الفيدرالية لمجلس الوزراء - الذي يترأسه رئيس الوزراء - وليس الرئيس. وفي أغلب الجمهوريات البرلمانية الأخرى، يكون الرئيس على الأقل الرئيس التنفيذي الاسمي، في حين يكون ملزماً بموجب العرف بالعمل بناء على نصيحة مجلس الوزراء. وفقًا للمادة 76، فإن رئيس الوزراء هو رئيس مجلس الوزراء وبالتالي يمارس السلطة التنفيذية بشكل جماعي مع مجلس الوزراء.

## ميعاد
بموجب المادة 76 من الجزء السابع من الدستور، يتعين على الرئيس تعيين زعيم حزب الأغلبية في مجلس النواب رئيسًا للوزراء. إذا لم يحصل أي حزب على الأغلبية، يتعين على الرئيس تعيين عضو في البرلمان يحظى بدعم ائتلاف من الأحزاب التي تتمتع فيما بينها بالأغلبية في المجلس - وفي الممارسة العملية، زعيم الشريك الأكبر في مثل هذا الائتلاف. إذا لم يتمكن البرلمان من تشكيل ائتلاف أغلبية خلال 30 يوما من صدور النتيجة النهائية للانتخابات البرلمانية، يتعين على الرئيس تعيين زعيم الحزب الأكبر في المجلس. وفي الحالات الأخيرة، يتعين على الشخص المعين رئيسا للوزراء أن يحصل على تصويت الثقة خلال 30 يوما. ومع ذلك، إذا لم ينجح التصويت على الثقة، يجب على الرئيس تعيين عضو في البرلمان يستطيع أن يثبت أنه يحظى بثقة مجلس النواب. وفي حالة عدم تمكن أي عضو من نيل ثقة المجلس خلال 55 يوماً من إعلان النتائج النهائية للانتخابات، وجب إجراء انتخابات جديدة خلال ستة أشهر.

## إزالة
تتم عملية إجازة رئيس الوزراء وفقًا للمادة 77 (1) من دستور نيبال لعام 2015 على النحو التالي:
- إذا قدم استقالته كتابيا إلى الرئيس،
- إذا لم تتم الموافقة على التصويت على الثقة وفقاً للمادة (100)، أو تم تمرير اقتراح بحجب الثقة،
- إذا توقف عن كونه عضواً في مجلس النواب،
- إذا مات.

تنص المادة 77 (3) على ما يلي: إذا توقف رئيس الوزراء عن تولي منصبه وفقًا للفقرة (1)، يستمر نفس مجلس الوزراء في العمل حتى يتم تشكيل مجلس وزراء آخر، بشرط أنه في حالة وفاة رئيس الوزراء، يستمر أقدم وزير في العمل كرئيس للوزراء حتى يتم تعيين رئيس وزراء جديد.